# Sabbatsbergs kyrka
Sabbatsbergs kyrka är en kyrkobyggnad i kvarteret Grötlunken i Vasastan i Stockholms innerstad. Den tillhör Gustav Vasa församling i Stockholms stift. Sabbatsbergs kyrka är Stockholms äldsta bevarade träkyrka och en viktig del i Sabbatsbergsområdets historia. Fastigheten Grötlunken 4 (kyrkan och sakristian) ägs sedan 2010 av AB Stadsholmen. Fastigheten är blåmärkt av Stadsmuseet i Stockholm, vilket innebär "att bebyggelsen bedöms ha synnerligen höga kulturhistoriska värden".

## Kyrkobyggnaden
Sabbatsbergs kyrka är en gulmålad träbyggnad i Sabbatsbergsområdet. Huset byggdes ursprungligen som bostad och stod färdig 1717, och var då Sabbatsbergs malmgård. Den uppfördes och ägdes av vinskänken och krögaren Valentin Sabbath, som dock dog 1720. Sabbaths malmgård har även fungerat som värdshus. Huset är sammanbyggt med en rödmålad loftbod som tillkom efter Sabbaths tid på 1730-talet och kan ha varit övernattningsrum för värdshusets gäster.  
Gården köptes 1751 av Stockholms fattighusdelegerade och byggdes om till kyrka 1760–1761 av byggmästaren Georg Fröman. Den gamla loftboden blev då sakristia. Vid ombyggnaden revs mellanväggar och innertak ut, så att enbart ytterväggarna stod kvar som hålls samman av järnstag. Taket målades himmelsblått. Väggar och altare marmorerades och bänkinredningen blev mörkbrun. En pietà av Lorentz Pasch d.ä. blev altartavla. Vid ombyggnaden kläddes byggnaden med panel och vitmålade lister, även loftboden kläddes med panel och målades likadant som kyrkan. Loftbodens panel avlägsnades 1949 och det ursprungliga liggtimret togs fram igen.
Mellan 1828 och 1830 renoverades kyrkan och byggdes om. Vid ombyggnaden höjdes ytterväggarna med en meter, och det nuvarande, välvda taket tillkom. Nu fick också kyrkan ny predikstol och nytt altare. År 1848 renoverades den åter. Var tredje kyrkbänk togs bort, och bänkarna fick stoppning. Det sattes även in nya fönster och kyrkan målades om.

## Inventarier
Kyrkan har en altarpredikstol från 1830 av hovarkitekt Per Axel Nyström. Kyrkorgeln skänktes till kyrkan 1804 och reparerades vid ombyggnaden 1828-1830.
Sabbatsbergs två kyrkklockor återfinns i Nicolaihuset intill kyrkan, som ursprungligen var fattighus för Storkyrkan. Den äldre klockan är från 1734, den nyare från 1788. På den nyare finns en text ingraverad: ”Då detta fattighus åt arma skänker föda, så skänker nåden ljus åt andligt döda.”

## Kyrkogården och gravkapell
Till Sabbatsbergs kyrka hörde även en kyrkogård. Här fanns också ett gravkapell som revs på 1880-talet då Klaragasverkets femte gasklocka byggdes. Ett nytt gravkapell med likbod inrättades istället i en uthuslänga från 1849 belägen bakom kyrkan. Byggnaden kallas idag Slöjdhuset och hyrs av Vetenskapsjournalisterna i Stockholm, som är en frilansgrupp med journalister, fotografer, grafiska formgivare, illustratörer och manusförfattare.

## Bilder

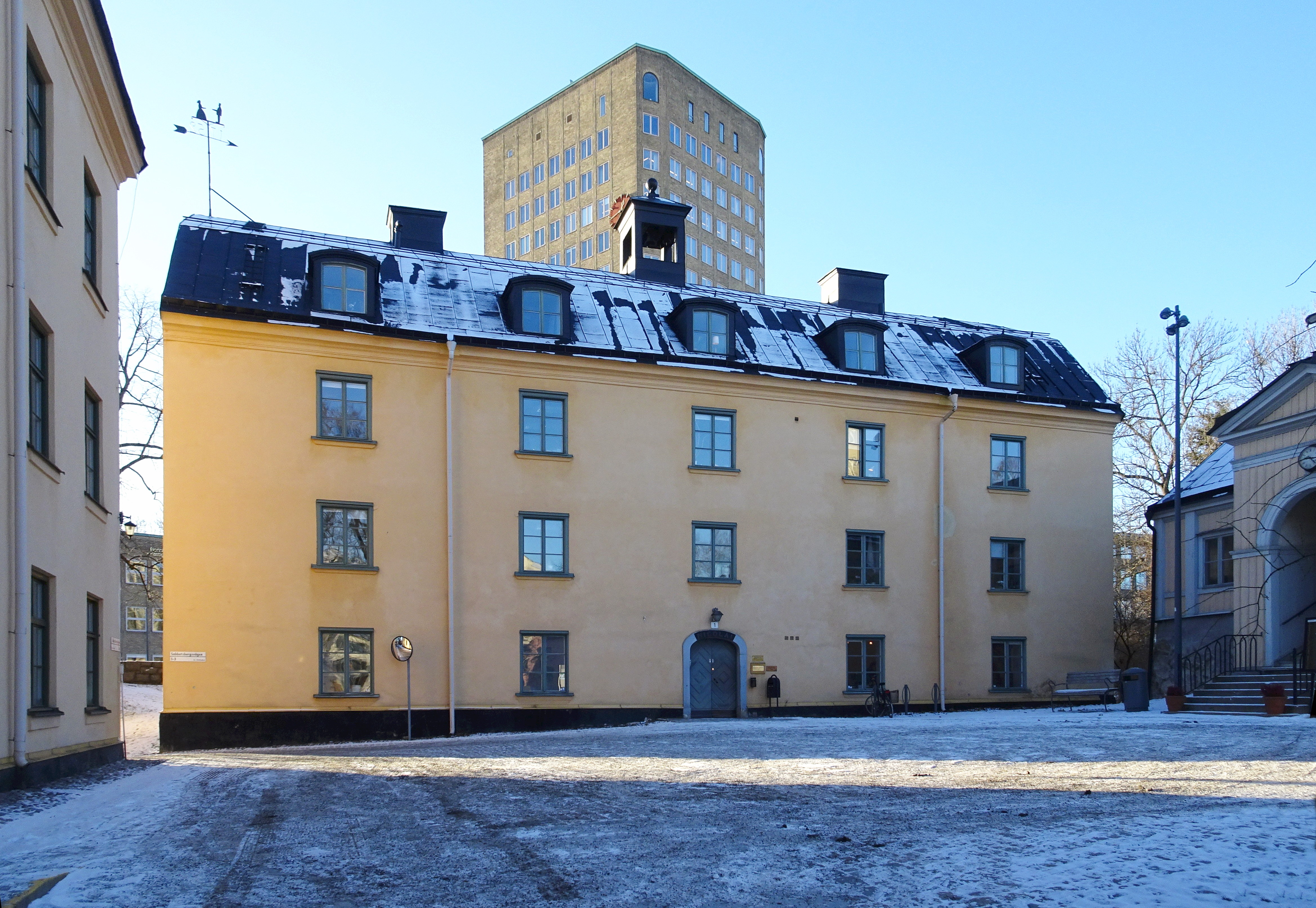
Nicolaihuset med kyrkan till höger.
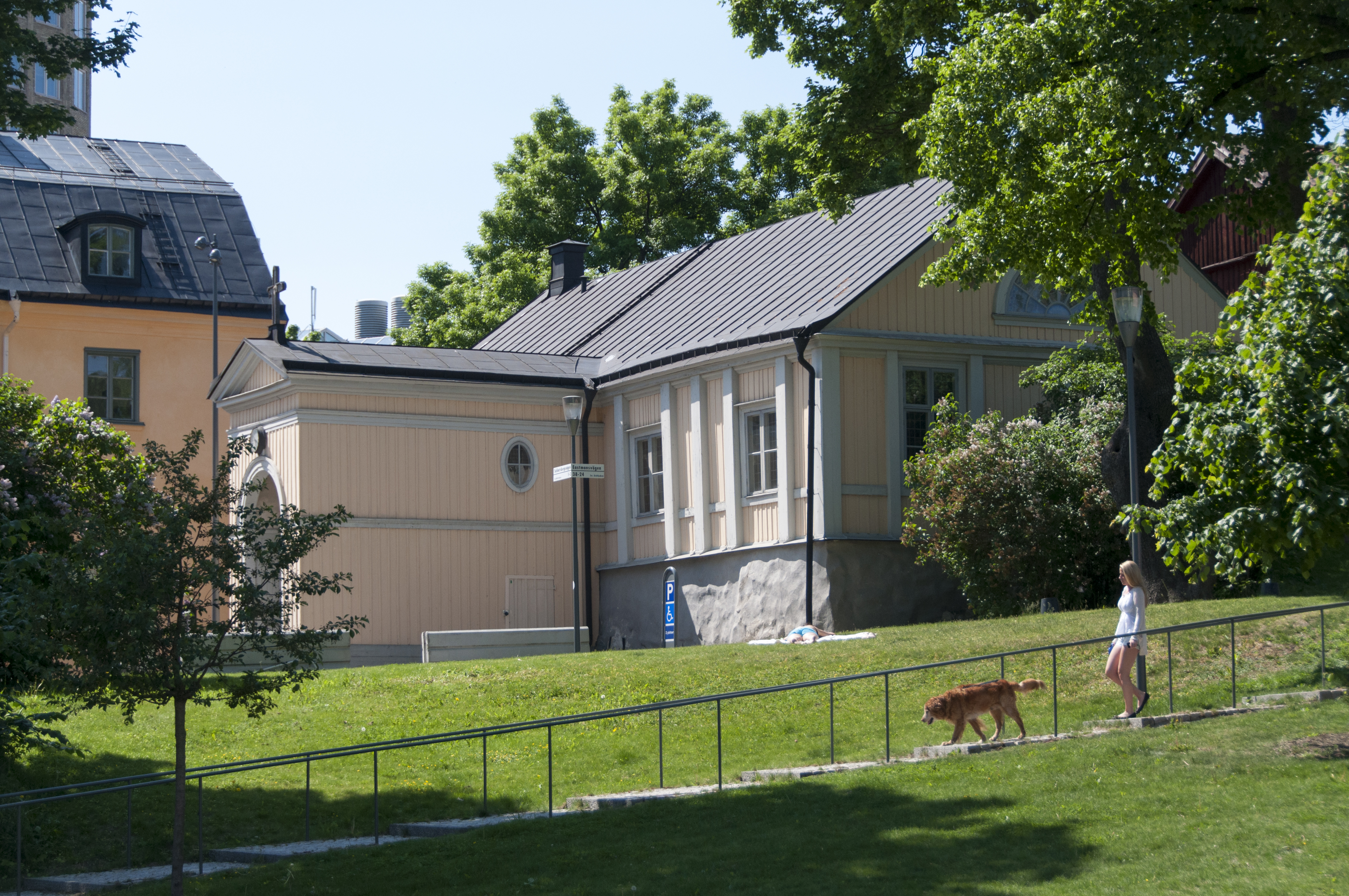
Kyrkan sedd från öster
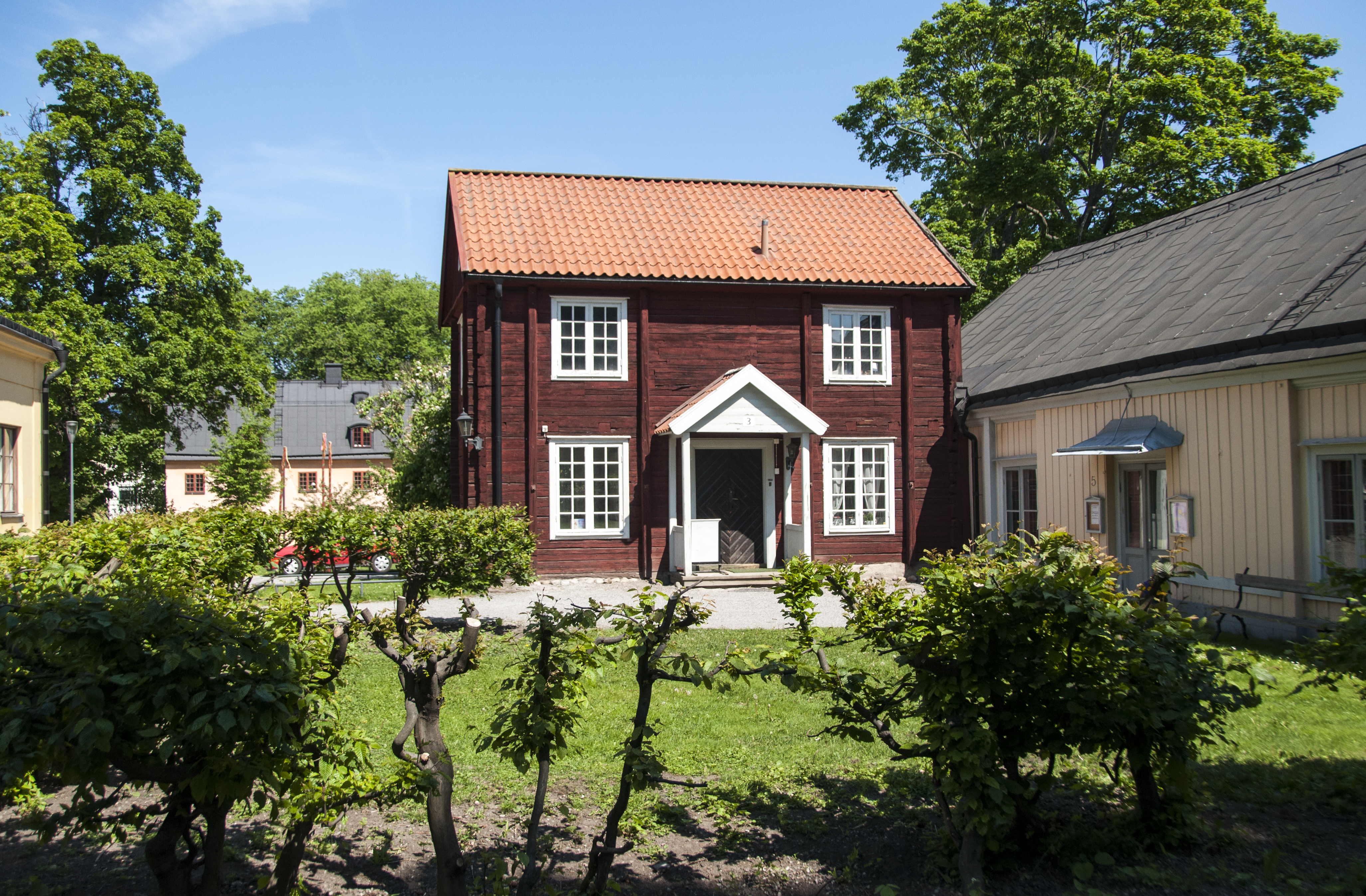
Sakristian (förde detta loftbod)
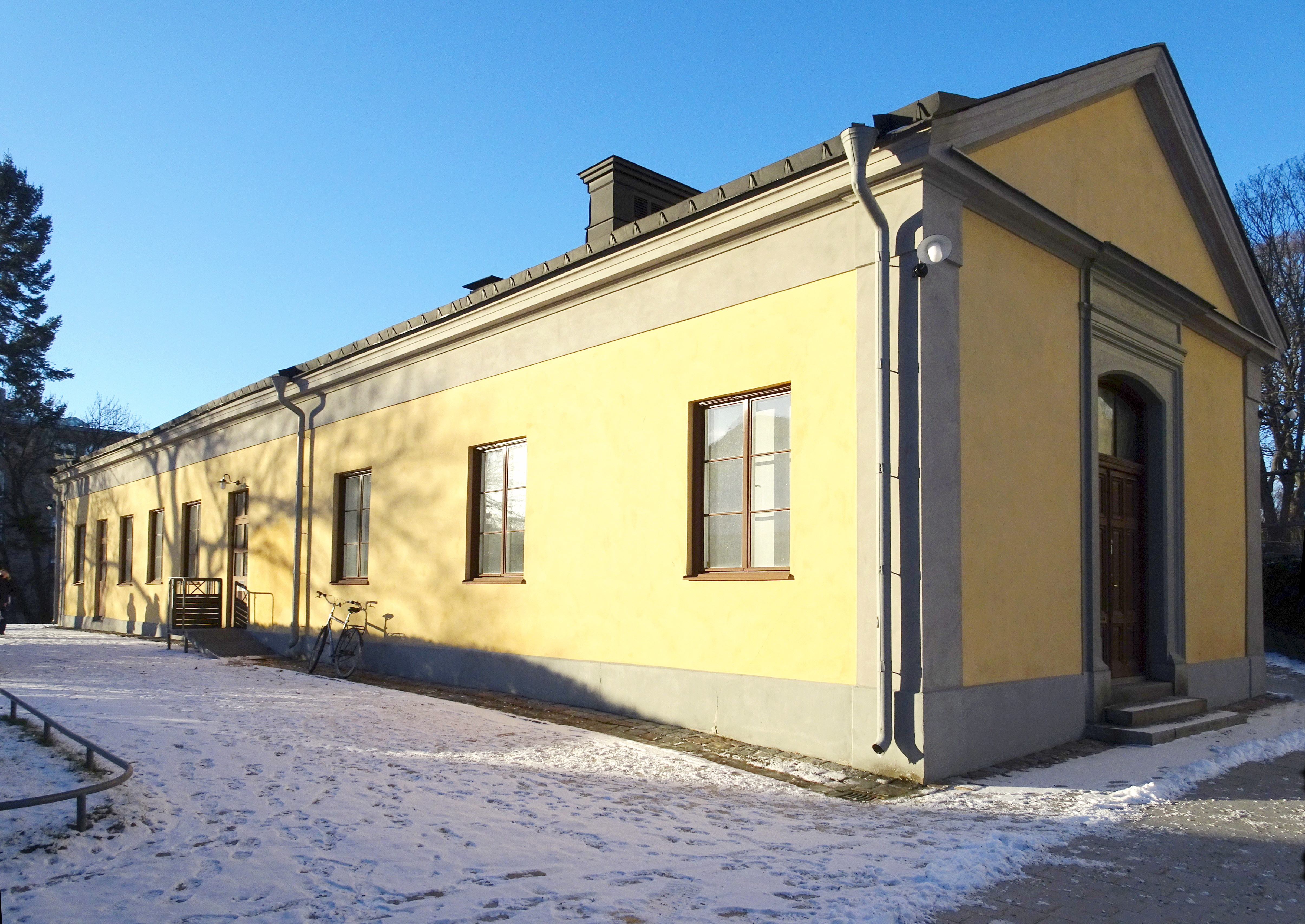
Slöjdhuset (före detta gravkapell)